# تقوع

بلدة تقوع

تقوع  بلدة فلسطينية في الضفة الغربية. تتبع محافظة بيت لحم ولكن لها مجلس بلدي مستقل. وقعت تحت الاحتلال في حرب 1967 ولكنها تتبع السلطة الوطنية الفلسطينية الآن.

## الجغرافيا
إلى الجنوب من مدينة بيت لحم على بعد 12كم تقريباً وعلى قمة تنتهي في جزئها الغربي والشمالي بسهل تغطي غالبيته اشجار الزيتون والذي يكسبه خضرة دائمة، يشكل لوحة طبيعية للزائرين والمهتمين، بجوار تلك التلة وعلى جزء منها تقع بلدة تقوع، ليستطيع الناظر من الجهة الشمالية الشرقية للخربة (خربة تقوع) أن يرى البحر الميت شرقاً وجبال الخليل جنوباً وبيت فجار وقرى أم سلمونة وجورة الشمعة ومراح رباح وخلة الحداد والمنشية إلى الشمال الغربي.
ويستطيع الناظر إلى الشمال أن يرى مدينة القدس وبيت لحم، وتتميز بلدة تقوع بوقوعها على جزء من انخفاض المدن التاريخية التي تعاقبت خلال قرون خلت، ابتداء من العصر الروماني حتى العصور البيزنطية واليونانية والمملوكية، حيث لا زالت آثار تلك المدن شاهدة على الأهمية التاريخية لهذه المنطقة من خلال الآثار الواضحة للكنائس والأسواق والمساجد التي تعود لمختلف العصور.

### الموقع الفلكي
تقع بلدة تقوع فلكياً على دائرة العرض 31ُ 38َ 21ً شمال خط الاستواء، وعلى خط طول 35ُ 12َ 51ً إلى الشرق من خط غرينتش، أما الموقع المساحي للمنطقة فتقع على شبكة الإحداثيات المساحية الفلسطينية ما بين خطي شرق 169_171 وما بين خطي شمال 14.5 -116.5.

### المساحة
تمتد تقوع باتجاه الشرق، وتبلغ مساحتها حوالي 9كم مربع، وهناك من يعتقد بأن مساحة الأراضي التابعة للبلدة في منطقة البرية تمتد حتى البحر الميت، لذلك تقدر المساحة الإجمالية للبلدة بحوالي 80كم مربع إذا ما أخذنا بعين الاعتبار حدودها حتى البحر الميت، ولتشكل بذلك أكبر تجمع ريفي من حيث المساحة في فلسطين.

### الامتداد العمراني للبلدة
تعتبر المناطق الجبلية أو عالية الارتفاع من المناطق الجاذبة للسكان وخصوصاً إذ ما اقترن عامل الارتفاع بعامل المناخ، فحين يكون مناخ المنطقة مرتفع الحرارة وقليل الأمطار يدفع السكان للإقامة في مثل هذه المناطق.
وكما هو معروف تعتبر بلدة تقوع إحدى التجمعات السكانية الفلسطينية الواقعة ضمن مرتفعات جبال فلسطين الوسطى –بين مرتفعات بيت لحم وجبال الخليل _ على قمة تله متباينة في الارتفاع تمتد من الشمال إلى الجنوب بمتوسط 750متر فوق سطح البحر، يحدها من الشمال وادي الغول ومن الجنوب الغربي واد سعير، والشكل العام هي أقل انخفاضاًَ في المنطقة الشمالية والشمالية الشرقية من البلدة ثم تبدأ بالارتفاع نحو الجنوب مشرفة على سهل البقعة وصولاً إلى خربة تقوع أعلى المناطق ارتفاعا فيها ـ لتبدأ بالانخفاض التدريجي نحو الشرق.
وبالتالي تشكل تضاريس المنطقة شريط دائري من الأجزاء المرتفعة يمتد من الشمال إلى الجنوب ثم يبدأ بالاتجاه نحو الشرق والشمال الشرقي، ويحوي هذا الشريط في وسطه اقل الأجزاء انخفاضا في البلدة.
هذا بالنسبة لشكل التضاريس أما التوزيع الجغرافي العمراني للبلدة فأن عامل التضاريس يلعب دوراً واضحاً في إبراز صورته، إذ نلاحظ أن الامتداد العمراني يتوافق في أغلب الأحيان مع الاتجاه العام للتضاريس المرتفعة في حين نلاحظ بأن الأجزاء المنخفضة وخصوصا الوسطى تحتوي على نسبة بسيطة من المباني.
كذلك الآمر امتداد سهل البقعة بشكل طولي في الطرف الغربي من البلدة أثر في أن لا يأخذ الشريط العمراني امتداد عرضي باتجاه الغرب، وكذلك الأمر في الطرف الشرقي لقرب المنطقة المرتفعة من أراضي بلدة سعير.
وشكل الامتداد العمراني هذا المرتبط بعامل التضاريس والممتد على شكل (∑) جعل نوع من التباعد وعدم التمركز بين التجمعات السكانية في البلدة، فمنطقة مركز البلدة تقع في الجزء الجنوبي الشرقي للبلدة وهناك فرق واضح في المسافة بينها وبين باقي أجزاء البلدة، انعكس هذا الاختلاف على مجريات الأمور داخل كل تجمع سكاني، إذ نلاحظ بأن التجمع السكاني الواحد في البلدة نظراً لامتداده الطولي وتباين ارتفاعه عن التجمع الآخر يحتوي على عدة منشآت أو نقاط تجارية في معظم الأحيان.

### المناخ
الحرارة والأمطار
كون تقوع تقع على مرتفعات جبال فلسطين الوسطى، فأن مناخها جزء لا يتجزأ من مناخ فلسطين بشكل عام ـ، حيث يوصف بأنه حار معتدل صيفا كونها تقع ضمن الضغط الحراري المرتفع مما يؤدي إلى جفاف وهدوء الراح وقلة الغيوم وارتفاع درجات الحرارة حيث يبلغ معدل درجة الهواء العظمى في فصل الصيف 28.6 درجة مئوية، بينما شتاء فأن المنطقة تقع ضمن نطاق الرياح الغربية، حيث تتعرض للمنخفضات الجوية المتشكلة في الحوض الأوسط للبحر المتوسط التي تتحرك باتجاه الشرق والشمال الشرقي، ومعدل درجة الهواء العظمى 12.8 درجة مئوية.
أما سقوط الأمطار فيمتد من شهر تشرين الأول وحتى شهر نيسان ويغلب على هذه الأمطار بأنها غير منتظمة، وهي تسقط على ثلاث فترات :
أمطار خريفية مبكرة في فصل الخريف، وبداية سقوطها يدفع بالمزارعين إلى طرح البذار مبكراً.
أمطار شتوية تسقط في فصل الشتاء ـ بالإضافة للأمطار الربيعية المتأخرة وتسقط في شهر آذار ونيسان توفر الرطوبة للزراعة البعلية الصيفية في المنطقة.
الرياح
تتعرض تقوع صيفاً على هبوب رياح شمالية وشمالية شرقية حارة وجافة قادمة من بادية الشام وشبه الجزيرة العربية، ورياح يومية تهب نهاراً من البحر المتوسط باتجاه اليابس والمنطقة الجبلية الوسطى بسبب اختلاف الضغط الجوي ما بين اليابس والماء تعمل على تلطيف درجات الحرارة وتزيد من رطوبة الهواء.
بينما شتاء تكون المنطقة تحت تأثير الرياح الغربية العكسية القادمة من البحر المتوسط، وما يصاحبها من منخفضات جوية ماطرة، إضافة للكتل الهوائية الباردة التي تؤدي إلى سقوط الثلوج.
الجيولوجيا
تقوع كجزء من جبال فلسطين الوسطى تتكون من الصخور الرسوبية، ومن أهمها الكلسية والدولوميتية التي تمتاز بأنها ذات طبقات سميكة وأخرى متوسطة السمك، وتتميز تلك الصخور بمسامات كبيرة تسمح للمياه الساقطة بالنفاذ من خلالها للخزانات الجوفية، وهذه الطبقات من الصخور تعود إلى فترتي السينوماني والتوراني من الحقبة الجيولوجية الثانية وهي مناسبة لحفظ المياه، ومكونة من الكلس والدولوميت والصوان بسمك ما بين 700-800 متر.
الطبوغرافيا
تمتد تقوع على تلة يبلغ متوسط ارتفاعها 750م عن سطح البحر، وهي امتداد لمرتفعات بيت لحم وجبال الخليل في الجزء الشرقي لجبال فلسطين الوسطى، إذ تبدأ المنطقة بالانخفاض تدريجياً باتجاه الشرق ليستطيع الناظر منها مشاهدة البحر الميت بشكل واضح.
والمرتفعات تمتد من الشمال الغربي باتجاه الجنوب الشرقي وأعلى منطقة فيها تسمى خربة تقوع، والامتداد العمراني للبلدة يتجه من أقل نقطة انخفاض في الشمال عبر السفح جنوباً، وأعلى التلة، ثم يتماشى مع انخفاض السفوح باتجاه الجنوب الشرقي.
التربة
تحوي تقوع العديد من الترب أهمها : التربة الحمراء والتي تكونت من خلال غسل الصخور الجيرية والدولوميتية بمياه الأمطار وتركز أكسيد الحديد والألمنيوم والسليكا، وتنتشر هذه التربة في منطقة سهل البقعة في الطرف الشمالي الغربي للبلدة وفي الطرف الشرقي.
الغطاء النباتي
تقوع كجزء من فلسطين تغطيها العديد من النباتات ولعل أهمها : غطاء أشجار الزيتون التي تكتسي المنطقة سواء في سهل البقعة أو في السفوح الشرقية للبلدة، إضافة إلى أشجار الصنوبر والسرو وأشجار اللوز والمشمش، أما بالنسبة للنباتات البرية فهي متنوعة مكثل : العكوب، الزعتر، الميرمية، الشيح، النتش، والزعرور والتي تنتشر في السفوح الشمالية وفي برية تقوع بشكل خاص.

## التاريخ
تقوع هو اسم كنعاني قديم معناه نصب الخيام، وأطلق عليها الإفرنج اسم thecua حيث كانت من حصونهم، ويوجد بها خربة تقوع وهي خربة أثرية من العهد القديم، تحوي العديد من الآثار التاريخية لحضارات عدة كانت قد سكنتها من رومانية ويونانية ومملوكية نظراً لموقعها الاستراتيجي المتميز المشرف على المنخفضات الشرقية.
ومن أهم الموجودات الأثرية فيها:
•	حوض العماد : وهو حجر قديم تم قطعه ونحته من الحجر الوردي الأحمر، ويعتقد انه من حجر صليب الذي يعود للفترة اليونانية قبل 1750عام، ويقال بأن هناك من هذا الحجر قطعتين في فلسطين هذه واحدة والأخرى غير معروف مكانها حتى الآن، ويظهر على أربعة من الوجهات الثمانية للحوض رسومات تمثل عدد من الطوائف والكنائس المسيحية، علماً بأن هذا الحجر قد تعرض للسرقة من البلدة وتم استرجاعه بعد 8 سنوات.
•	ويوجد بقايا لدير وكهوف صخرية مسكونة منذ فترة طويلة وهي من مواقد النار في التاريخ.
•	يوجد مغائر من العصر الناطوفي أي منذ الحضارة الناطوفية.
•	ولعل من أهم ما يميز مناطق الجذب السياحي بها والذي أصبح مغلقاً الآن بسبب المستوطنات المحيطة به، وادي اخريطون نسبة للدير الشهير الذي لا زالت أجزاء من طابقيه الأول والثاني موجودة حتى الآن، ويطل الدير على الوادي والتجاويف الطبيعية التي حاول سكان المنطقة في عصور مختلفة مثل العصر الناطوفي تحويل هذه التجاويف إلى مساكن، وحسب الاكتشافات الأثرية لوزارة السياحة الفلسطينية يوجد به أقدم موقد للنار في التاريخ.
وبجانب الكهف يوجد دير أقامه القديس Chariton عام 400م.
•	وهناك معلم آخر يعرف باسم «مغارة خريطون» وهي تجويف طبيعي صخري تشكل نتيجة عوامل طبيعية بفعل إذابة المياه للصخور الجيرية، ويبلغ عمقها داخل الجبل450متر، وتدور حوله الكثير من الروايات إحداها أن هذا الوادي وربما الكهف نفسه أستخدم كملجأ للمطاردين من قبل الرومان.
•	ومن المواقع الأخرى التي توجد في برية تقوع حيث كان الناس يستقوا بها قديماً : أم الطلع، وادي العرايس، البيضا، حجيلة، خلة المغارة، قمرة.

## السكان
بلغ عدد سكان بلدة تقوع وفقاً للإحصاء الاردني555نسمة، وارتفع العدد إلى 857 نسمة عام 1967م وفقاً للإحصاء الصهيوني.
وفي عام 1997وصل العدد إلى 6246 نسمة مقسمين إلى 3220 ذكور و3026 إناث، بينما في عام 2007م بلغ عدد السكان 8565 مقسمين ما بين 4398 ذكور و4172 من الإناث.
وسكان بلدة تقوع كجزء من المجتمع الفلسطيني ترتفع بينهم نسبة صغار السن، إذ تبلغ نسبة الذين تقل أعمارهم عن 15سنة 44.3% من مجموع السكان، بينما تبلغ النسبة لهذه الفئة على مستوى محافظة بيت لحم 39.3%، أما نسبة الفئة التي تقل أعمارهم عن 30 سنة حوالي 74% من مجموع السكان في البلدة موزعين إلى 37.6% ذكور و 36.4إناث.
في حين تبلغ نسبة الفئة العمرية ما بين 30-60 سنة من مجموع السكان 22% مقسمين إلى 11.7% ذكور و 10.3 إناث، أما الفئة العمرية التي تزيد أعمارها عن الستين سنة والتي تقدر بـ 4.1% من مجموع السكان فإن نسبة الإناث تفوق نسبة الذكور هذه المرة بفارق بسيط إذ تشكل الإناث 2.2% بينما الذكور 1.9% من مجموع السكان.
أما بالنسبة للأسر الموجودة في بلدة تقوع فتقدر بحوالي 1319 أسرة لمجموع السكان البالغ عددهم 8565 نسمة، ويبلغ متوسط حجم الأسرة في البلدة 6.4 فرد، مع العلم أن متوسط حجم الأسرة في محافظة بيت لحم والضفة الغربية يقدر 5.7 و 5.9 على التوالي، لذلك نجد بأن النسبة في تقوع أعلى من كلا المستويين.
وفيما بتعلق بحجم الأسرة في بلدة تقو ع فهو يعد مرتفع نسبياً، إذ يوجد في البلدة نسبة كبيرة من الأسر التي يبلغ عدد أفرادها 6 فأكثر بنسبة 62.3% من مجمل عدد الأسر في البلدة.
وفي الاستبانة التي وزعت على الأسر في البلدة أظهرت النتائج أيضاً الزيادة في نسبة الأسر التي يبلغ عدد أفرادها 6 فأكثر بنسبة زادت عن 70%.
وفي سؤال للأسر التي شملتها العينة العشوائية حول ما أذا كانت الأسرة يتبع فيها الزوجان عملية تنظيم النسل أو أذا ما كانت هناك فترة معينة بين كل حالتين ولادة، كانت نسبة الأسر التي اتفقت مع السؤال 69.5% في حين كانت نسبة الأسر التي لم تتبع الطريقة 14.5% أما النسبة الباقية وهي 16% فكانت أجابتها بأنه تم في فترة معينة إتباع أسلوب التنظيم وفي فترة أخرى لم يتبع أثناء عملية الإنجاب.

### عائلات تقوع
سكان بلدة تقوع موزعين وفق نظام واضح المعالم متمثل بالعائلات التي تتكون منها البلدة، إذا يوجد في البلدة ما يقارب ستة عشر عائلة متباينة فيما بينها بعدد أفرادها، أما بداية تشكل هذه العائلات واقترانها بأسماها فيرجع نسبة للشخص الأب الذي كان نواة تشكلها منذ بداية وجوده في البلدة، وفي معظم الأحيان فأن هؤلاء الأشخاص هم أقرباء لبعضهم البعض. وهي1-التنوح 2-سليمان 3- الشاعر 4-العروج 5-صبيح 6-أبو مفرح 7-جبرين 8-البدن 9- العمور 10-صباح 11-نواورة 12-حميد 13-زواهرة14-نواوره

### الهجرة
معظم أهالي بلدة تقوع هم سكان البلدة والوجود السكاني خارج نطاق البلدة إلى حد ما قليل، فإذا نظرنا إلى طبيعة هجرة وإقامة السكان من أهالي البلدة الموجودين في الخارج (خارج فلسطين) لوجدناها بأنها نسبة طبيعية ومعقولة مثل غالبية البلدات الفلسطينية، ووجودهم يتركز في الأردن وتحديدا في عمان، إضافة إلى بعض المقيمين في الكويت والدول الأخرى، فمن خلال البحث الميداني تبين أن نسبة الأسر التي يوجد لها أفراد مقيمين خارج فلسطين حوالي 13%.
أما نسبة الأشخاص المقيمين خارج بلدة تقوع (داخل فلسطين) فأن النتائج أظهرت أن 13% أيضا من الأسر لها أفراد مقيمين خارج تقوع، وفي كلتا الحالتين أي المقيمين في الداخل والخارج تم مراعاة انطباق شرط الهجرة بحيث لا تقل الإقامة عن ستة أشهر، بغض النظر عن الهدف من الانتقال أو الهجرة سواء للإقامة أو التعليم أو العمل أو ما شابه ذلك.

### اللاجئين
وفقاً لتعداد السكان عام 2007 فأن نسبة اللاجئين من أهل البلدة الذين هجروا من أراضيهم عام 1948م هي نسبة قليلة وتقدر 1.15% من مجموع السكان، وتشمل هذه النسبة حسب تعريف الجهاز المركزي للإحصاء الفلسطيني الأشخاص الذين هجروا والأبناء الذكور وأحفادهم عام 1948م، وعددهم 99 لاجئ مقسمين إلى 44 ذكور و55 إناث، و86 فرداً منهم مسجلين في وكالة الغوث.

## التعليم
تبلغ نسبة التعليم في بلدة تقوع بين السكان الذين تزيد أعمارهم عن 10 سنوات حوالي 89.2% من مجموع السكان الذين تم عدهم فعلاً في البلدة ضمن التعداد السكاني لعام 2007.
كما ويوجد في بلدة تقوع ست مدارس وروضتان للأطفال وجميعها حكومية، ولم يكن في البلدة قبل منتصف التسعينات سوى 3 مدارس فقط، ونظراً للزيادة في أعداد السكان وازدياد عدد الطلاب فقد تم بناء 3 مدارس أخرى إضافة إلى بناء العديد من الغرف الصفية للمدارس القديمة، ويبلغ مجموع الطلاب في المدارس 3013 طالب وطالبة.
وتتعرض بعض هذه المدارس نتيجة لموقعها الغير مناسب بالقرب من الشارع الرئيسي للاقتحام من قبل قوات الاحتلال مثل مدرسة ذكور تقوع الثانوية مما يؤدي ذلك إلى تعطيل العملية التعليمية فيها بشكل متكرر خلال الفصل الدراسي الواحد، أما مدرسة بنات الخنساء الأساسية فقربها أيضا من الشارع الرئيسي العام الذي يربط مدينة بيت لحم بالخليل ومرور المستوطنين منه أدى إلى تعرض العديد من الطلاب للدهس باستمرار.

## الصحة
يوجد في بلدة تقوع العديد من الجمعيات واللجان الاجتماعية والثقافية والصحية التي تقدم الخدمات لسكان البلدة ومنها : جمعية تقوع الخيرية، الجمعية الطبية الخيرية، ويوجد في البلدة عيادة حكومية تابعة لوزارة الصحة الفلسطينية ومختبر خاص، وعدة صيدليات.

## مؤسسات تقوع
بلدية تقوع
تأسست بلدية تقوع عام 1997م بقرار من وزير الحكم المحلي بعد إنشاء السلطة الوطنية الفلسطينية، وكانت المهام الرئيسة الموكلة للمجلس البلدي ما يلي : المسؤولية الكاملة عن شبكات المياه في البلدة والعمل على ترميمها، مسؤولية المجلس عن الجوانب الصحية وخصوصاً مشروع جمع النفايات ونقلها، كل ما يتعلق بتطوير الأبنية والشوارع والأملاك العامة وعدم السماح بالاعتداء على ارتدادات حرم الشوارع وحدود الجيران، النهوض بالواقع التعليمي في البلدة بتوفير وتطوير أبنية المدارس، رفع مستوى الوعي المؤسسي المتعلق بالبلديات كمؤسسات تنمية خدماتية.
قرر مجلس الوزراء الفلسطيني في 19 يناير 2016، فصل تجمع المنية إداريًا عن بلدية تقوع، واستحداث مجلس قروي المنية ليُدير شؤون القرية.
نادي تقوع الرياضي
تأسس عام 1997م ومقره مبنى البلدية، يهتم إضافة للجانب الرياضي بالجوانب الاجتماعية والثقافية لشباب البلدة، حصل على العديد من الجوائز والمدليات على مستوى محافظة بيت لحم خصوصاً في لعبة كرة القدم.
جمعية تقوع الزراعية
وهي عبارة عن جمعية تعني بالواقع الزراعي في البلدة، تأسست عام 2007م بمبادرة شخصية من أهالي البلدة ومرخصة من قبل وزارة الزراعة الفلسطينية.
لجنة المرأة للعمل الاجتماعي
وهي لجنة نسويه تعني النهوض بواقع المرأة في البلدة، تأسست عام 2006م على رأسها هيئة إدارية مكونة من 11 عضوا، تقدم العديد من خدمات التوعية والتثقيف الاجتماعي للنساء في البلدة مع التركيز على الجانب الاقتصادي لمساهمتهن في رفع مستوى دخل الأسرة عبر توفير بعض فرص العمل بالتعاون مع المؤسسات المعنية الخارجية، مقرها مبنى روضة بيت المقدس.

## المساجد
لعل أهم ما يميز بلدة تقوع كثر المساجد فيها، فعدد السكان الذي لم يتجاوز وفق إحصائيات التعداد العام للسكان عام 2007م 9 آلاف نسمة يتوفر عندهم 16 مسجد، إذ تعتبر هذه النسبة في عدد المساجد مرتفعة إذا ما قورن الوضع في فلسطين بشكل عام، وأسماء هذه المساجد هي:مسجد العباس، مسجد زيد ابن حارثة، مسجد أسامة ابن زيد، مسجد صلاح الدين الأيوبي، مسجد الرحمن، مسجد التوبة، مسجد علي ابن أبي طالب، مسجد المعتصم، مسجد عمر الفاروق، مسجد جعفر الطيار، مسجد الصحابة، مسجد بلال ابن رباح، مسجد أبو عبيدة، مسجد الأنصار، مسجد أبو بكر الصديق.

## البنية التحتية

### المياه
تعتبر بلدية تقوع الجهة الرئيسية التي تزود المواطنين بالمياه من خلال شبكة المياه العامة، حيث يقدر عدد المشتركين بحوالي 1317 مشترك.